# Ornipholidotos penningtoni
Ornipholidotos penningtoni är en fjärilsart som beskrevs av Riley 1944. Ornipholidotos penningtoni ingår i släktet Ornipholidotos och familjen juvelvingar. Inga underarter finns listade i Catalogue of Life.